# Ranzières
Ranzières ist eine französische Gemeinde mit 90 Einwohnern (Stand: 1. Januar 2022) im Département Meuse in der Region Grand Est (bis 2015 Lothringen). Sie gehört zum Arrondissement Commercy und zum Kanton Saint-Mihiel. Die Einwohner werden Ranzièrois genannt.

## Geografie
Ranzières liegt etwa 17 Kilometer südsüdöstlich von Verdun. Das Gemeindegebiet ist Teil des Regionalen Naturparks Lothringen. Umgeben wird Ranzières von den Nachbargemeinden Rupt-en-Woëvre im Norden, Mouilly im Norden und Nordosten, Vaux-lès-Palameix im Osten, Troyon im Süden und Südwesten sowie Ambly-sur-Meuse im Westen.

## Bevölkerungsentwicklung
| Jahr                       | 1962 | 1968 | 1975 | 1982 | 1990 | 1999 | 2006 | 2011 | 2019 |
| Einwohner                  | 112  | 92   | 78   | 70   | 56   | 70   | 66   | 71   | 86   |
| Quellen: Cassini und INSEE |      |      |      |      |      |      |      |      |      |

## Sehenswürdigkeiten

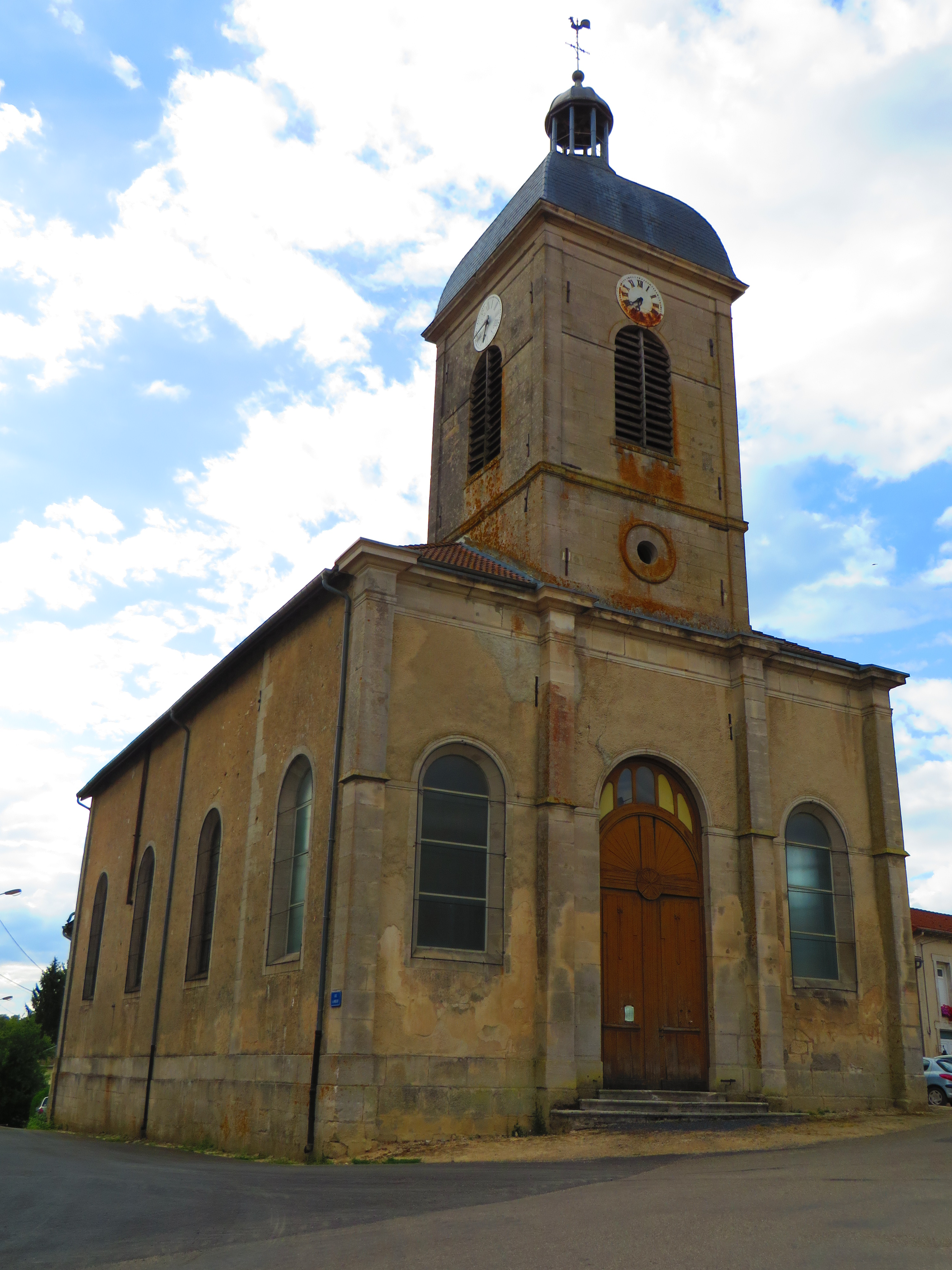
Kirche Saint-Étienne

- Kirche Saint-Étienne, 1837 erbaut